# Pfeiffer (garde du corps de Charette)
Pour les articles homonymes, voir Pfeiffer.
Pfeiffer ou Pfeifer, surnommé « Cassel », né vers 1755 et mort le 23 mars 1796, est le garde du corps d'Athanase de Charette de La Contrie (dit « Charette ») de 1793 jusqu'à 1796 pendant la guerre de Vendée.

## Biographie

### Soldat du72eRégiment de ligne
Pfeiffer, d'origine allemande ou alsacienne, servait au 72e Régiment de ligne en tant que sous-officier avant la guerre de Vendée. En 1793, ce régiment est l'un des premiers à être envoyé pour contrer l'insurrection vendéenne.

### Transfuge et garde du corps de Charette
Le 7 mai 1793 pendant la bataille de Saint-Colombin, remportée par l'armée vendéenne, des soldats républicains dont Pfeiffer se rendent et demandent au général vendéen Athanase de Charette de La Contrie la permission de servir sous ses ordres. Charette accepta, en effet les transfuges formaient un noyau de soldats permanents car les paysans vendéens qui formaient le gros de son armée avait pour habitude de rentrer chez eux la bataille finie.
De caractère silencieux, Pfeiffer s'intègre discrètement dans l'armée vendéenne mais se lie d'amitié avec Charette. Son accent rocailleux rend ses dires quasiment incompréhensibles et les soldats vendéens le rebaptisent Cassel. Il devient alors le garde du corps de Charette, il prend l'habitude de dormir en travers de sa porte et il protège son maître lors des combats. Le général se sert aussi de lui comme agent, il n'hésite pas à lui ordonner à plusieurs reprises, de tuer des divisionnaires révoltés comme c'est le cas au mois de mai 1795 où Pfeiffer est missionné par Charette de tuer Delaunay, un lieutenant hostile au général. Pfeiffer l'exécute au sabre, pour ménager la poudre qui est rare.
Parallèlement, Pfeiffer est nommé prévôt par Charette en 1795. Il est responsable de la police militaire de l'armée vendéenne au quartier général de cette dernière, à Belleville.

### Bataille de la Chabotterie et mort
Début 1796, ce qui était l'armée du Bas-Poitou dirigée par Charette est limitée à une cinquantaine de soldats, dont Pfeiffer. Les armées républicaines dirigées par le général Hoche les traquent et au matin du 23 mars 1796, le reste de l'armée vendéenne se heurte à une colonne du général Travot, à la lisière du bois des Essarts. Ils n'ont aucune chance et sont cernés. M. de Charette, blessé à l'épaule, est défaillant. Pfeiffer soutient le général dans leur fuite. C'est alors que Pfeiffer s'empare du chapeau à panache blanc de Charette, qui est visible de loin est qui est la cible de tous les tireurs ennemis, il le met, et se rue dans le sens inverse de leur objectif, qui est le bois de la Chabotterie. Tous les tirs convergent maintenant vers le garde du corps, ce qui permet à Charette de gagner quelques minutes. Pfeiffer est touché de trois balles. Les républicains accourent vers le blessé, croyant avoir touché M. de Charette. Mais ils se rendent compte de la supercherie et le garde du corps expire aussitôt.

## Hommages

### Au cinéma
- Pierre Semmler dans Quand flambait le Bocage, téléfilm réalisé par Claude-Jean Bonnardot en 1978.

- Olivier Barthélémy dans Vaincre ou mourir, film réalisé par Paul Mignot et Vincent Mottez en 2023[9].